# 阿吉乌斯二世
阿吉乌斯二世（古希臘語: Ἀργαῖος Βʹ ὁ Μακεδών），是一名马其顿王位觊觎者，在伊利里亚人的帮助下，他於前393年驱逐了阿敏塔斯三世并做了一年马其顿国王。後來在色萨利人的帮助下，阿敏塔斯三世又驱逐了阿吉乌斯二世并恢复了部分王国。
可能的是，同一个阿吉乌斯在35年后，也就是前359年，再次出现在王位上。他说服了雅典人支持他爭取马其顿王位，可是刚刚即位的腓力二世，劝说雅典人勿轻举妄动。在一支佣兵、一些马其顿流亡者和一些雅典人的部队（由他们的将军曼利亚带领），阿吉乌斯试图夺取埃迦伊，可是他被击退了。
在他撤退去迈索尼的路上，他被腓力截击并击败。阿吉乌斯要么在战场上被杀，要么就是被处死。